# Wide Open Spaces (film, 1924)
Pour l’article homonyme, voir Wide Open Spaces.
Wide Open Spaces est un film américain réalisé par George Jeske, sorti en 1924.
C'est une parodie du film Wild Bill Hickok sorti en 1923.

## Synopsis
Gabriel Goober déjoue un vol de diligence commis par Jack McQueen et sa bande.

## Fiche technique
- Réalisation : George Jeske
- Scénario : H. M. Walker
- Producteur : Hal Roach
- Photographie : Frank Young
- Montage : Thomas J. Crizer
- Durée : 2 bobines
- Date de sortie : 16 juillet 1924[2].

## Distribution
- Stan Laurel : Gabriel Goober
- Ena Gregory
- James Finlayson : Jack McQueen
- George Rowe
- Noah Young
- Sammy Brooks
- Billy Engle : Phil Sheridan
- Charles Dudley : Abraham Lincoln

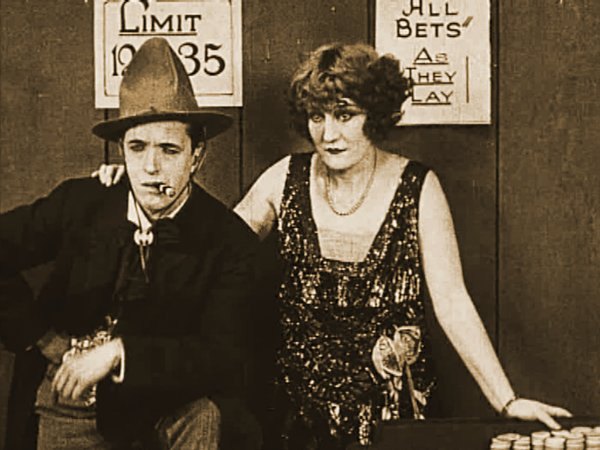
Stan Laurel et Mae Laurel dans une scène du film.

- Al Forbes : George Armstrong Custer
- Mae Laurel : Calamity Jane

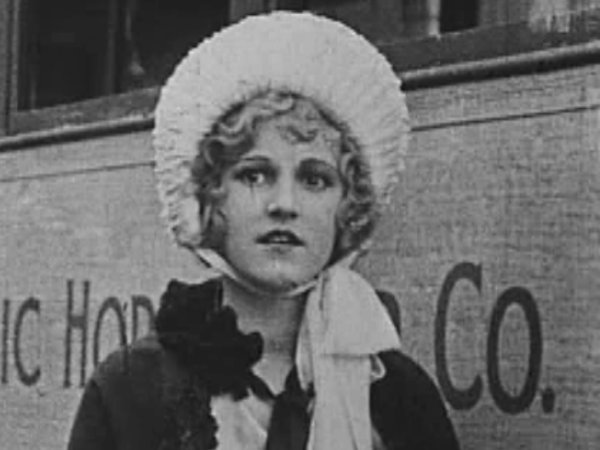
Ena Gregory
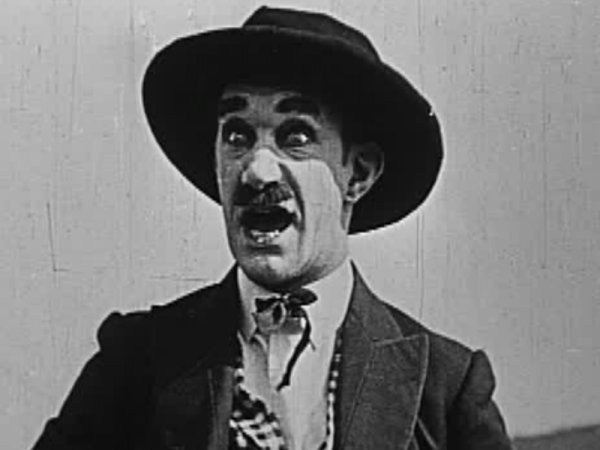
James Finlayson